# شاهین (موشک)
شاهین-۱ و شاهین-۲ دو مدل موشک توپخانه‌ای ساخت ایران هستند که مشابه موشک هاوک طراحی شده‌اند. این موشک‌ها با سامانه مرصاد در ایران هماهنگ شده و می‌توانند اهداف خود را حداکثر در ارتفاع ۱۷۰ کیلومتری هدف‌گیری نمایند.

## تاریخچه
ساخت موشک‌های شاهین ۱ از دهه ۱۳۷۰ در ایران شروع شد. در سال ۱۳۸۸،‌ موشک شاهین ۱ به عنوان نمونه داخلی و بومی شده سامانه هاوک بودند که به سامانه‌های راداری ساخت ایران همچون رادار کاوش و هادی متصل شدند. بعدها سامانه مرصاد به عنوان سامانه هدایت‌کننده موشک‌های شاهین ۱ معرفی شدند. مهندسان ایرانی کمی بعد، با مهندسی بر روی شاهین ۱، موشک شلمچه را طراحی کردند. در سال ۱۳۹۰ این موشک با سامانه مرصاد رسما عملیاتی شد. حزب‌الله لبنان،‌ از موشک‌های شاهین ۱ در نبردهای خود استفاده می‌کند.‌

## مشخصات فنی

### شاهین‌۱
موشک‌های شاهین، توسط مهندسان ایران مورد توسعه و بروزرسانی قرار گرفته و به سامانه‌های هدایت‌شونده جدید مجهز شده‌اند.‌ این موشک‌ها در سامانه مرصاد به کار گرفته می‌شوند. برد موشک‌های شاهین، ۴۰ تا ۵۰ کیلومتر است و اهداف خود را در ارتفاع ۱۴ تا ۱۸ کیلومتر مورد هدف قرار می‌دهند. طول موشک‌های شاهین ۱، حدود ۵ متر و وزن آنها ۶۳۷ کیلوگرم است. سرعت این موشک‌ها کمتر از ۳ ماخ است. بر اساس گزارش‌های منتشر شده، موشک‌های شاهین ۶۰۰ کیلومتر بر ساعت،‌ سریعتر از موشک‌های هاوک حرکت می‌کند.‌ کالیبر موشک‌های شاهین، ۳۳۳ میلی‌متر است.‌
موشک شاهین ۱ دارای ۸ بالک در انتهای آن و مخزن سوخت جامد است.در جلوی این موشک آنتن رادار غیرفعال و در پشت سر آن واحد کاونده و در پشت آن کلاهک جنگی قرار دارد. آنتن شاهین ۱، صفحه تخت است و نسبت به آنتن دیش موشک هاوک، کارایی بیشتری دارد. ادعا شده است که موشک شاهین، قابلیت جنگ الکترونیک نیز دارد.

### شاهین۲
کالیبر موشک شاهین ۲ همانند شاهین ۱، ۳۳۳ میلی‌متر است و طول آن تقریبا ۳۰ سانتی‌متر بیشتر است. وزن کلاهک این موشک، ۱۸۰ کیلوگرم و برد عملیاتی آن ۲۰ کیلومتر است.‌ این موشک می‌تواند اهدافش را در ارتفاع ۷۰ تا ۱۵۰ کیلومتری، مورد هدف قرار بدهد.